# Шапиче
Шапиче (Alchemilla) е род тревисти многогодишни растения от семейство Розови (Rosaceae). Има около 700 вида, повечето местни за хладните умерени и субарктически региони на Европа и Азия, с няколко вида, които са местни за планините на Африка и Америка.
Повечето видове шапиче са многогодишни растения, които растат на снопове с базални листа, произлизащи от дървесни коренища. Листата с дълги дръжки, сиво-зелени до зелени листа често са покрити с меки власинки и показват висока степен на водоустойчивост (вж. ефект на лотоса). Цветовете са зелени до ярки, малки, без венчелистчета и се появяват на гроздове над листата в края на пролетта и лятото.

## Избрани видове
- Ветриловидно шапиче (Alchemilla flabellata) Buser
- Кръглозъбчесто шапиче (Alchemilla subcrenata) Buser
- Меколистно шапиче (Alchemilla mollis) (Buser) Rothm.
- Планинско шапиче (Alchemilla monticola) Opiz
- Сивосинкаво шапиче (Alchemilla glaucescens) Wallr.
- Цариче (Alchemilla vulgaris) L.
- Червенодръжково шапиче (Alchemilla erythropoda)
- Alchemilla abyssinica Fresen.
- Alchemilla alpina L.
- Alchemilla argyrophylla Oliv.
- Alchemilla barbatiflora Juzepczuk
- Alchemilla bursensis Pawł.
- Alchemilla conjuncta Bab.
- Alchemilla diademata Rothm. Rothm.
- Alchemilla ellenbeckii Engl.
- Alchemilla filicaulis Buser
- Alchemilla glabra Neygenf.
- Alchemilla glomerulans Buser
- Alchemilla gracilis Engl.
- Alchemilla hungarica Soó
- Alchemilla japonica Nakai & H. Hara
- Alchemilla jaroschenkoi Grossh.
- Alchemilla johnstonii Oliv.
- Alchemilla lapeyrousii Buser
- Alchemilla orbiculata Ruiz & Pav.
- Alchemilla sericata Rchb.
- Алхимила блести от Christ ex Favrat
- Alchemilla stricta Rothm.
- Alchemilla stuhlmanii
- Alchemilla subnivalis Baker f.
- Alchemilla triphylla Rothm.
- Alchemilla venosa Buser
- Alchemilla vestita
- Alchemilla wichurae (Buser) Stefanss.
- Alchemilla xanthochlora Rothm.